# Ramallah
Ramallah arabiska: رام الله, Rām Allāh, ”Guds höjd”) är Palestinska myndighetens huvudstad, beläget på Västbanken med omkring 39 000 invånare år 2017.
Staden är belägen cirka 10 kilometer norr om Jerusalem. Ramallah är huvudkvarter för den Palestinska myndigheten på Västbanken.

## Historia
Möjligen är Ramallah samma plats som Rama vilken i Gamla Testamentet uppges vara profeten Samuels hemstad. Detta kan i sin tur vara samma stad i vilken profeten Jeremia vistades i samband med Nebukadnessar IIs erövring av Jerusalem år 586 f.Kr., men ordet rama betyder höjd och är vanligt i ortnamn i området.
Dagens Ramallah grundades under 1400-talet, och började växa under Osmanska Syrien, en del av det Osmanska riket, på 1500- och 1600-talet. Den dominerande religionen var då grekisk-ortodox kristendom. I början av 1700-talet byggdes den första arabisk-ortodoxa kyrkan i här. 1908 fick Ramallah stadsprivilegier.[källa behövs]
År 1917 ockuperades staden av Storbritannien, som styrde den fram till 1948, då Västbanken annekterades av Jordanien, som kontrollerade området fram till sexdagarskriget 1967. Ramallah, och övriga Västbanken, ställdes under israelisk kontroll, men invånarna fick inte medborgerliga rättigheter. När den första intifadan bröt ut 1987 hade den tidigt stort stöd i Ramallah. När den palestinska myndigheten bildades som ett resultat av Osloavtalet, blev Ramallah de facto-huvudstad.